# Jueves Santo
El Jueves Santo (también conocido como Jueves Santo y Grande, Jueves de Alianza, Jueves Puro y Jueves de Misterios, entre otros nombres) es el día de la Semana Santa que conmemora el Lavatorio de los Pies (Jueves Santo) y la Última Cena de Jesucristo con los Apóstoles, según se describe en los evangelios canónicos. 
Es el quinto día de la Semana Santa, precedido por el Miércoles Santo y seguido por el Viernes Santo. El día se sitúa siempre entre el 19 de marzo y el 22 de abril, ambos inclusive, y varía según se utilice el calendario gregoriano o el calendario juliano. Las iglesias orientales suelen utilizar el sistema juliano.
La tarde del Jueves Santo se inicia la celebración del Triduo Pascual, que conmemora la pasión, muerte y resurrección de Jesús. Este periodo incluye el Viernes Santo y el Sábado Santo, y termina con la celebración de la Vigilia Pascual, ya en Pascua.

## Nombres
El uso de los nombres "Maundy Thursday", "Jueves Santo" y otros no está uniformemente distribuido. El nombre generalmente aceptado para este día varía según la zona geográfica y la afiliación religiosa. Así, aunque en Inglaterra "Jueves Santo" es el término normal, el término "Maundy Thursday" se usa más comúnmente en Irlanda, Escocia, Canadá y Estados Unidos, y es el nombre oficial utilizado por la Iglesia Católica en inglés.
El Libro de Oración Común de la Iglesia de Inglaterra, que es la Iglesia madre de la Comunión Anglicana, utiliza el nombre de "Jueves Santo" para esta observancia. La publicación correspondiente de la Iglesia episcopal en los Estados Unidos, que es otra provincia de la Comunión Anglicana, también se refiere al jueves anterior a la Pascua como "Maundy Thursday". En toda la Comunión Anglicana, el término "Jueves Santo" es sinónimo de Fiesta de la Ascensión. 
El Rito Romano de la Iglesia Católica utiliza el nombre "Jueves Santo" en sus libros litúrgicos modernos en lengua inglesa. Los libros en latín utilizan el nombre Feria quinta in Cena Domini ("Jueves de la Cena del Señor"; la grafía medieval Cœna se utilizaba en lugar de Cena en documentos anteriores al decreto de 1955 Maxima redemptionis), junto con Jueves Santo como nombre en inglés, tal y como aparece en The Saint Andrew Daily Missal.  Sin embargo, los ordinariatos personales de la Iglesia católica, de herencia anglicana, conservan el término tradicional inglés "Maundy Thursday". Un artículo de la Enciclopedia Católica de 1911 utilizaba el término "Jueves Santo", y algunos escritores católicos utilizan el mismo término ya sea principalmente, o alternativamente.

### Derivación del nombre "Maundy"

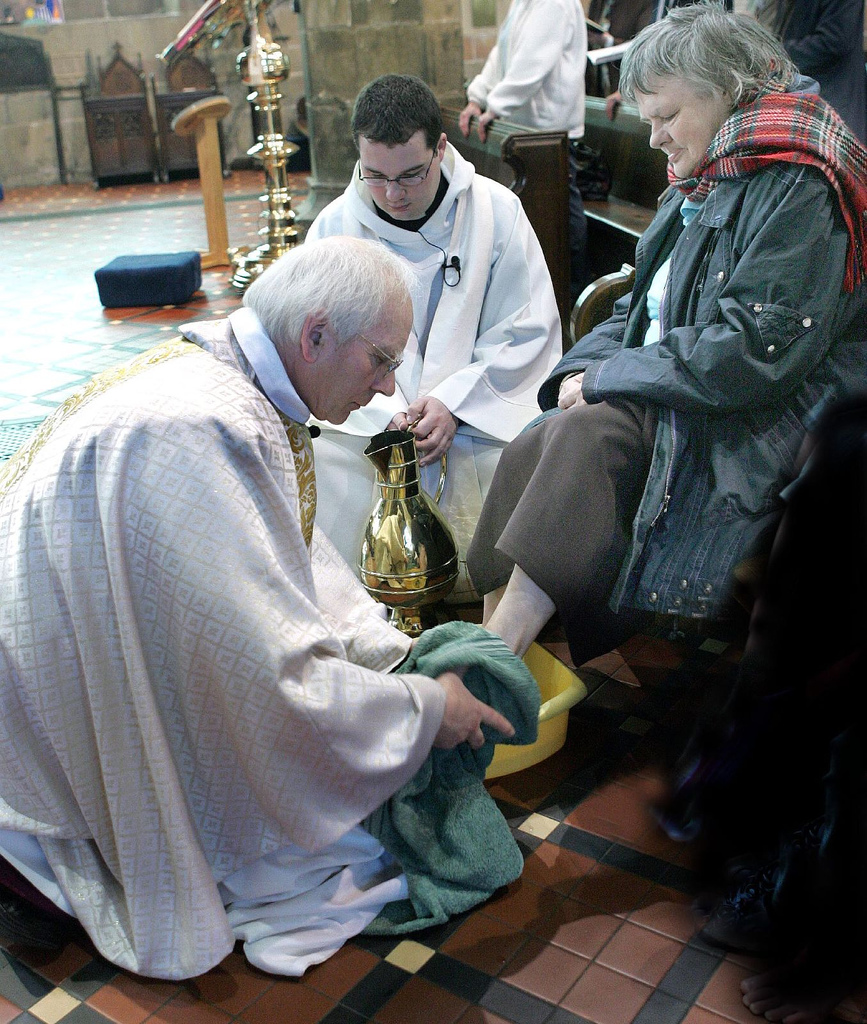
Ceremonia de Jueves Santo en una Iglesia de Gales parroquia durante un servicio de culto de Jueves Santo.

Lavatorio de pies es el nombre del rito cristiano del lavado de pies, que tradicionalmente ocurre durante los servicios religiosos del Jueves Santo.
La palabra inglesa maundy en el nombre del día se deriva a través del inglés medio y el francés antiguo mandé, del latín mandatum (también el origen de la palabra inglesa "mandate"), la primera palabra de la frase "Mandatum novum do vobis ut diligatis invicem sicut dilexi vos" (Un mandamiento nuevo os doy: Que os améis los unos a los otros, como yo os he amado, que también os améis los unos a los otros). Esta declaración de Jesús en capítulo 13 del Evangelio de Juan por la que Jesús explicó a los Apóstoles el significado de su acción de lavarles los pies.
La frase se utiliza como antífona cantada en el Rito Romano durante la ceremonia del lavatorio de los pies en latín eclesiástico: Mandatum, que puede celebrarse durante la misa o como un acto separado. Un sacerdote u obispo, en representación de Cristo, lava ceremonialmente los pies de otros, normalmente 12 personas elegidas como muestra representativa de la comunidad. En 2016, se anunció que el Misal Romano había sido revisado para permitir a las mujeres participar como parte de los 12 en el Mandatum. Anteriormente, solo los hombres participaban en el rito.

## Misa crismal

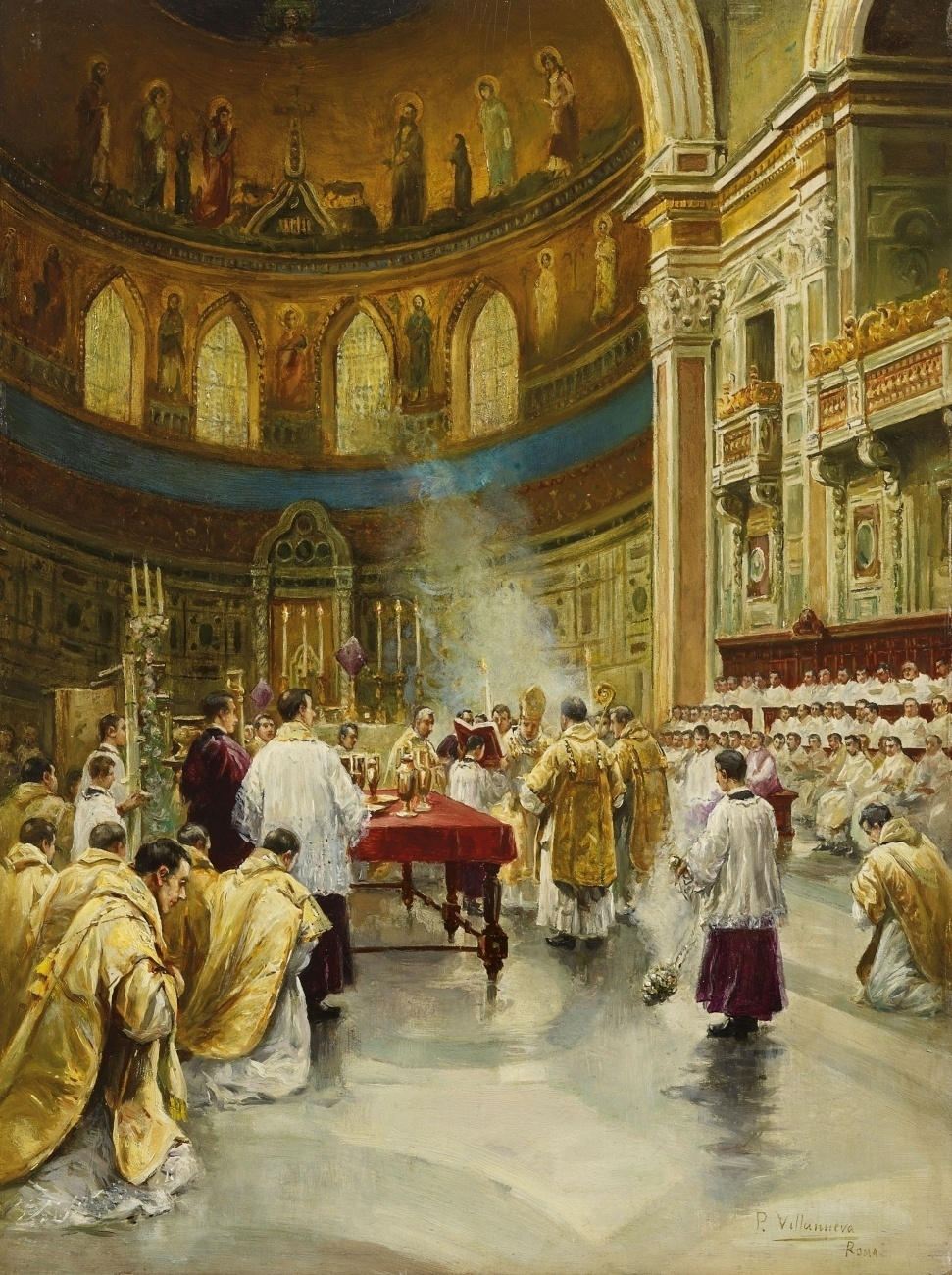
Misa crismal en la Basílica de Letrán en Roma, en la mañana del Jueves Santo cuando aún es Cuaresma, a pesar del ornamento blanco

La misa crismal es una celebración religiosa de la Iglesia católica, el luteranismo y el anglicanismo.
El Jueves Santo destaca por ser el día en que se celebra la misa crismal en cada diócesis. Suele celebrarse en la catedral diocesana, generalmente en la mañana del Jueves Santo, pero en algunas diócesis puede tener lugar otro día de la Semana Santa. La Misa es una celebración de la institución del sacerdocio.
Durante la Misa, los presentes son llamados a renovar sus promesas bautismales. Los sacerdotes/ministros y los diáconos también reafirman su ministerio renovando las promesas hechas en su ordenación. La misa toma su nombre de la bendición de los santos óleos utilizados en los sacramentos a lo largo del año, que se entregan a los sacerdotes para que los lleven a sus parroquias.
El servicio es una restauración de 1967 del rito registrado a principios del siglo xx por el historiador Hipólito, que escribe sobre una ceremonia celebrada durante la Vigilia Pascual en la que se bendecían dos santos óleos y se consagraba uno. En el decreto de renovación de este rito, el Papa Pablo VI dijo: «La misa crismal es una de las principales expresiones de la plenitud del sacerdocio del obispo y significa la cercanía de los sacerdotes con él».
Los Santos Óleos son:
- Crisma - utilizado en los sacramentos del Bautismo, la Confirmación y la Ordenación, así como para la consagración de los altares y la dedicación de las iglesias.[26]
- el óleo de los catecúmenos - también utilizado en el sacramento del Bautismo, y
- el óleo de los enfermos - utilizado en el rito de la Unción de los Enfermos

El óleo de los catecúmenos y el crisma se utilizan en la Vigilia Pascual, para el bautismo y la confirmación de los que entran en la iglesia. Mientras que el óleo de los catecúmenos y el óleo de los enfermos son simplemente «bendecidos», el santo crisma es «consagrado». El santo crisma es una mezcla de aceite de oliva y bálsamo, una resina aromática. El bálsamo se vierte en el aceite, lo que le da un olor dulce destinado a recordar a los que lo encuentran el «olor de santidad» al que están llamados a esforzarse los que están marcados con él.
Con respecto al anglicanismo, el Libro de Oración Común de 1979 (p. 307) pide que el crisma sea consagrado por el obispo. En muchas diócesis, la consagración del crisma por el obispo puede hacerse en un servicio de reafirmación de los votos de ordenación durante la Semana Santa. Durante la Eucaristía Crismal, el Obispo bendecirá los óleos utilizados a lo largo del año siguiente para bautismos y curaciones. Además, el Obispo y el clero asistente reafirmarán sus Votos de Ordenación.

## Misa de la Cena del Señor

### En la Iglesia católica

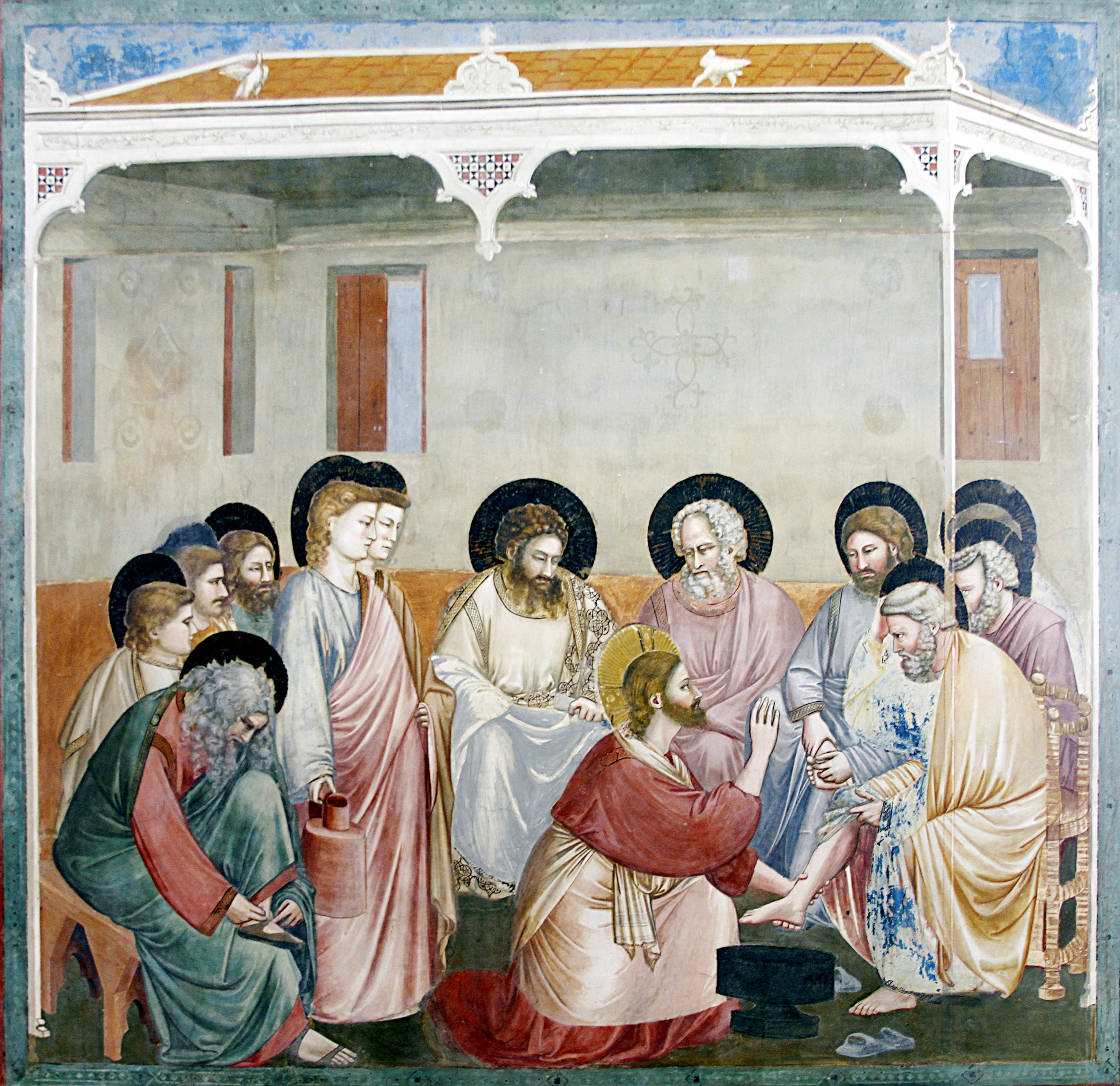
Lavatorio de pies. Jesús lava los pies de sus discípulos.

El Jueves Santo se conmemora la Institución de la Eucaristía en la celebración de los Santos Oficios. Más tarde, en la denominada hora santa, se rememora la agonía y oración de Jesús en el huerto de los olivos, la traición de Judas y el prendimiento de Jesús.

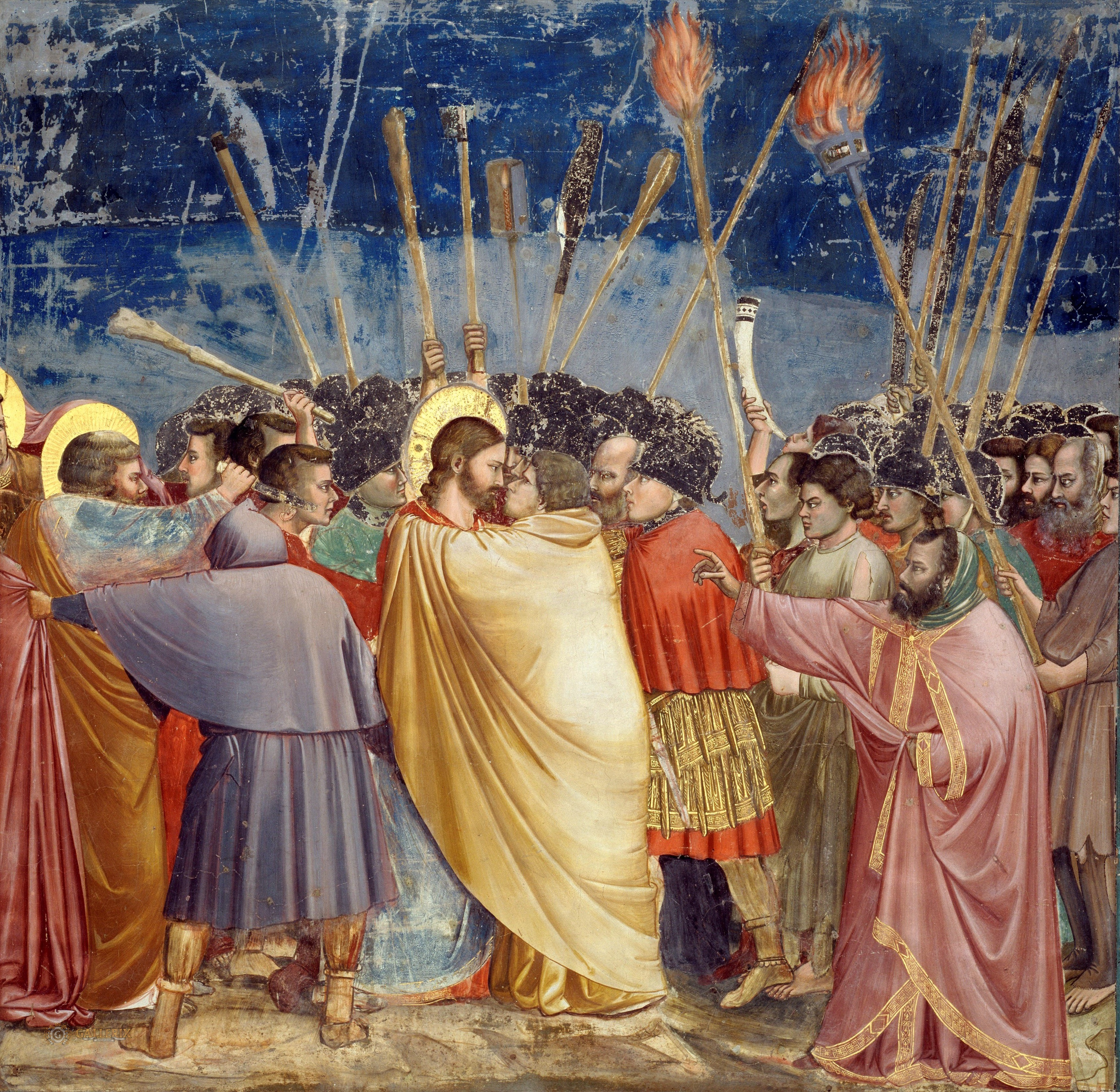
El arresto de Jesús. El beso de Judas.

Se trata de una misa vespertina que constituye la introducción al Triduo Pascual. Los oficios de Semana Santa llegan el Jueves Santo a su máxima relevancia litúrgica. En esta tarde se da comienzo al Triduo Pascual que culminará el Domingo de Pascua, la Resurrección de Jesucristo.

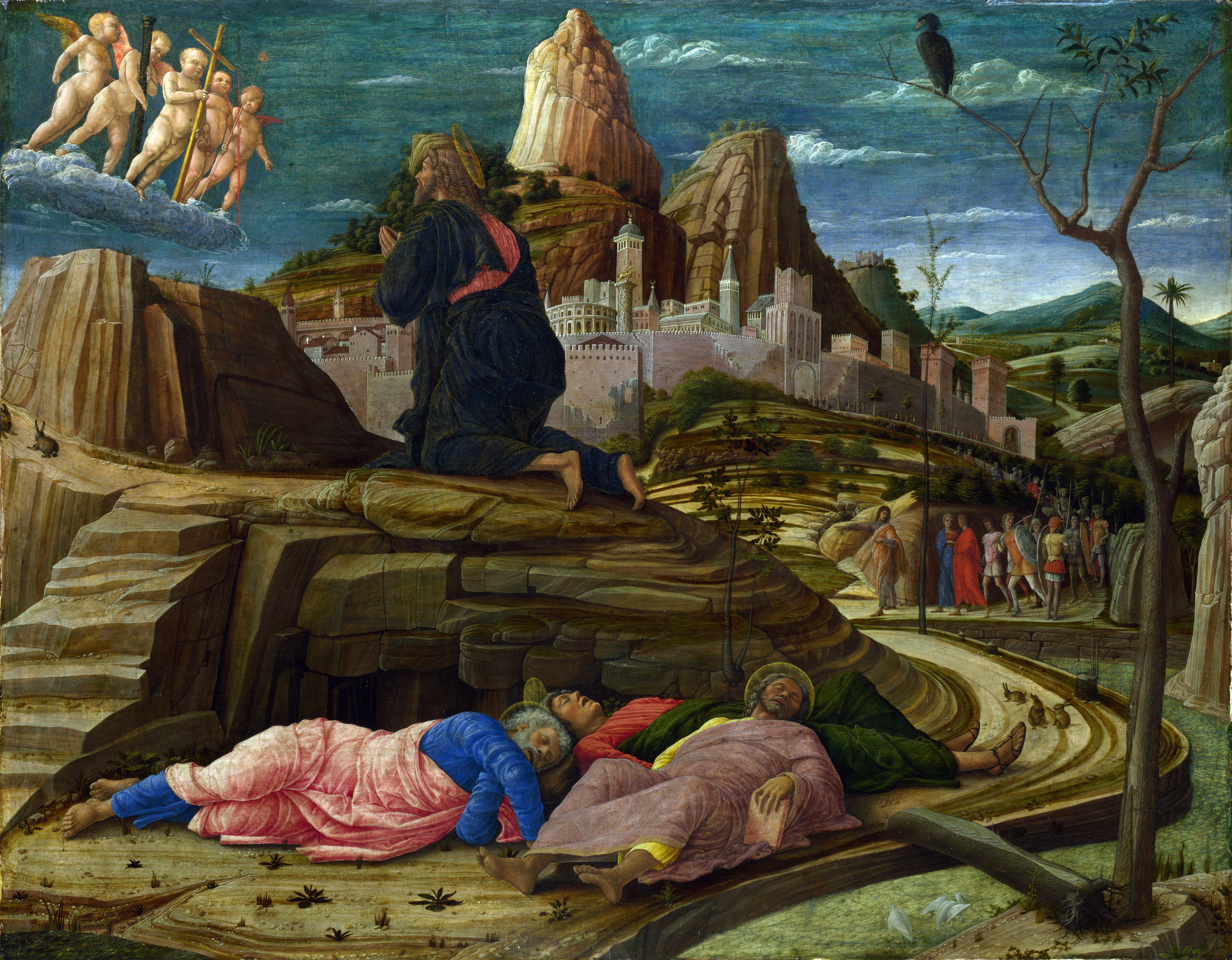
La oración de Jesús en el Huerto de Getsemaní.

Los Santos Oficios del Jueves Santo se celebran a las 21:00, a la hora de cenar, para conmemorar la Última Cena de Jesús con sus discípulos. No obstante, por razones pastorales se puede anticipar su comienzo, no pudiendo en ningún caso empezar antes de las 18:00 horas. El Jueves Santo es tiempo de Cuaresma hasta la hora nona, es decir, toda la mañana hasta las tres de la tarde. A partir de ahí comienza el Triduo Pascual, que durará desde la tarde del Jueves Santo hasta el Domingo de Resurrección.
Al comienzo de la celebración, el sagrario debe presentarse vacío con la puerta abierta. El altar mayor, donde se celebrará la Santa Misa, se adorna con cirios, manteles y sin flores hasta la Resurrección.
Se inicia con la entrada procesional, encabezada por los acólitos, seguida por los ministros sagrados (diáconos, concelebrantes si los hay) y finalizada por el celebrante principal, un Sacerdote u Obispo. Mientras tanto, el coro acompaña con cantos, pues ya ha terminado la Cuaresma y se va a celebrar uno de los momentos más importantes del año litúrgico, la Institución de la Eucaristía y el mandamiento del amor. Los cantos de esta celebración están enfocados a la celebración de la institución de la Eucaristía. El color de esta celebración es el blanco eucarístico, sustituyendo al morado cuaresmal.
En esta celebración se canta de nuevo el «Gloria» a la vez que se tocan las campanas, y cuando este termina, las campanas dejan de sonar y no volverán a hacerlo hasta la Vigilia Pascual en la Noche Santa.
Las lecturas de este día son muy especiales: la primera es del libro del Éxodo (Prescripciones sobre la cena pascual), la segunda lectura es de la primera carta del apóstol San Pablo a los Corintios (Cada vez que coméis de este pan y bebéis de este vino, proclamáis la muerte del Señor) y el salmo responsorial El Cáliz que bendecimos, es la comunión con la sangre de Cristo. El Evangelio es el momento del lavatorio de pies a los discípulos, que adquiere un destacado simbolismo dentro de los oficios del día, ya que posteriormente se realiza por el sacerdote lavando los pies a doce varones a modo de los doce apóstoles y en el que recuerda el gesto que realizara Jesús antes de la Última Cena con sus discípulos, efectuándose en esta ocasión entre la Homilía y el Ofertorio, omitiendo el Credo. Durante el lavatorio de los pies se entona un cántico relacionado con el Mandamiento Nuevo del Amor entregado por Jesucristo en esta noche santa, destacando frases del texto del discurso de Jesús en la última cena, recogido por el Evangelio de San Juan.
La celebración se realiza en un ambiente festivo, pero sobrio y con una gran solemnidad, en la que se mezclan sentimientos de gozo por el sacramento de la Eucaristía y de tristeza por lo que ocurrirá a partir de esa misma tarde de Jueves Santo, con el encarcelamiento y juicio de Jesús.

#### Traslado del Santísimo Sacramento

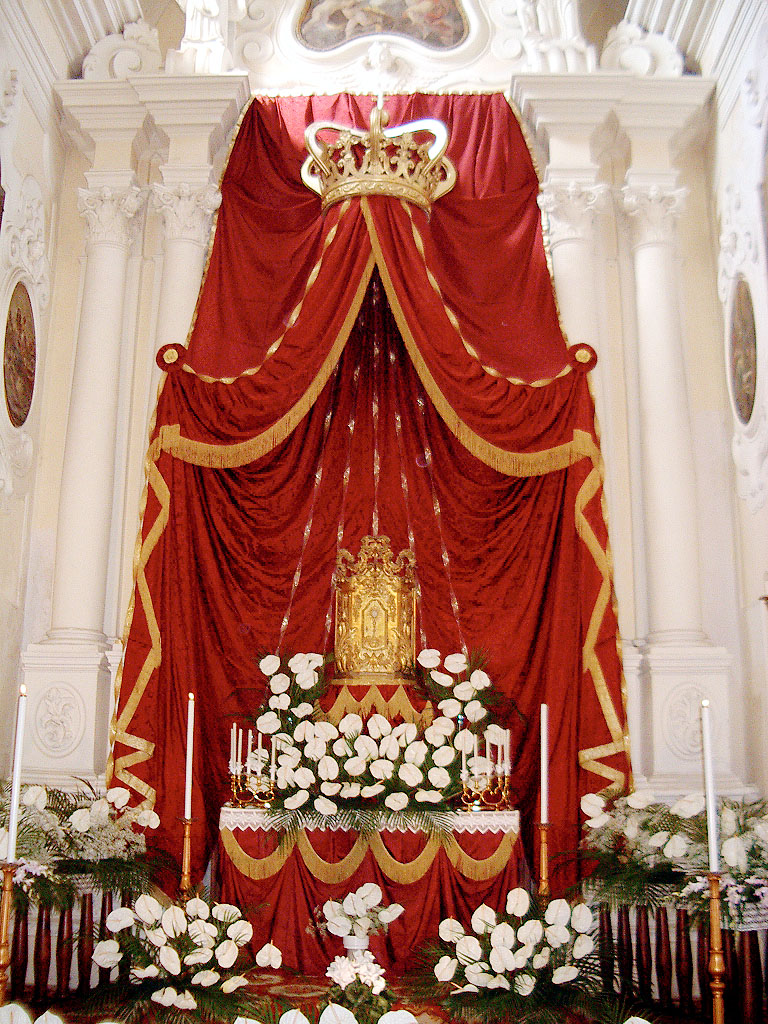
Lugar preparado especialmente para la reserva del Santísimo Sacramento en una iglesia católica de Italia.

Una vez se ha distribuido la eucaristía a los fieles como de costumbre, la misa termina con la oración después de la comunión, finalizando así de un modo tajante, sin el habitual rito de despedida, pues la celebración continuará al día siguiente.
El Santísimo Sacramento se traslada entonces desde el altar donde se ha celebrado la Misa en procesión por el interior de la iglesia, al llamado «Altar de la reserva» o «Monumento», un altar efímero que se coloca ex-profeso para esta celebración, que debe estar fuera del presbiterio y de la nave central, debido a que en la celebración del Viernes Santo no se celebra la Eucaristía. Si el Sagrario no se encuentra en el presbiterio, se puede usar para esto el sagrario habitual ubicado en una capilla lateral. Llegada la procesión al lugar del Monumento, el sacerdote deposita el copón con el Santísimo dentro del sagrario de la reserva, y puesto de rodillas, lo inciensa mientras se entona algún himno eucarístico como el Tantum ergo. No da la bendición con el Santísimo ni reza las alabanzas, sino más bien se queda unos instantes orando en silencio. Antes de retirarse, cierra la puerta del sagrario de reserva, hace genuflexión y se retira a la sacristía en silencio acompañado de acólitos y ministros.
Tras la celebración, se despoja el altar del mantel y las velas. También se quitan, si es posible, las cruces de la iglesia.
Durante la noche se mantiene la adoración del Santísimo en el «Monumento», celebrándose la llamada «Hora Santa» en torno a la medianoche, quedando el Santísimo allí hasta la celebración del Viernes Santo. Esta reserva recuerda la agonía y oración en Getsemaní y el encarcelamiento de Jesús, y por eso los sacerdotes celebrantes de los oficios piden que velen y oren con Él, como Jesús pidió a sus apóstoles en el huerto de Getsemaní. Una vez han terminado los oficios, se rememora la oración y agonía de Jesús en el huerto de los olivos, la traición de Judas y el prendimiento de Jesús, que se suele celebrar con procesiones en la tarde-noche del Jueves Santo.
En algunos lugares, existe la tradición de visitar siete monumentos en distintos Templos de una misma ciudad, para recordar a modo de «estaciones», los distintos momentos de la agonía de Jesús en el Huerto y su posterior arresto.
Desde hace unos años, la Iglesia Católica celebra el Jueves Santo, el llamado Día del Amor Fraterno.

#### Indulgencia
En la Iglesia Católica Romana, la indulgencia plenaria se obtiene en los siguientes casos:
1. Si durante la reserva solemne del Santísimo Sacramento (típicamente en un altar lateral), que sigue a la Misa de la Cena del Señor, se recita o canta el himno eucarístico Tantum ergo.
2. Si se adora el Santísimo Sacramento solemnemente reservado durante media hora.

### En otras confesiones

#### Testigos de Jehová
Los Testigos de Jehová recuerdan la «Cena del Señor» o la «Última Cena» el día que corresponda al 14 de Nisán en el calendario judío, fecha en que lo hizo Jesús. Esta conmemoración es conocida como El Memorial de la Muerte de Cristo.